# Občina Rogatec
Občina Rogatec je ena od občin na vzhodu Republike Slovenije z okoli 3100 prebivalci s središčem v Rogatcu, ki ima polovico prebivalcev občine. Nastala je kot ena izmed petih občin na ozemlju nekdanje občine Šmarje pri Jelšah (06.11.1994 Ur. l. 60/94, 69/94). Meri 39,6 km² in je ena od manjših občin v Sloveniji. Meji na sosednjo Republiko Hrvaško; v njej sta mednarodni mejni prehod Dobovec in meddržavni mejni prehod Rogatec.

## Naselja v občini
Brezovec pri Rogatcu, Dobovec pri Rogatcu, Donačka Gora, Log, Rogatec, Sveti Jurij, Tlake, Trlično, Žahenberc
Naselja so razporejena v tri krajevne skupnosti: Dobovec, Donačka Gora in Rogatec. Naselitev je relativno gosta, najpogostejša oblika naselij so zaselki in samotne kmetije. Do takšne oblike poselitve je zagotovo prišlo zaradi razgibanosti reliefa, ki ni dopuščal nastajanja večjih naselij.

## Zgodovina
Sami začetki Rogatca segajo v zgodnji srednji vek. Prvi pisani viri o Rogatcu se pojavijo leta 1130, ko je kralj Lotar III., krški škofiji potrdil fevdne pravice. Takrat je bil omenjen pod imenom Purch von Rohacz. V poznejših listinah se Rogatec pojavlja še pod drugimi imeni, kot so:
- Roas (1130)
- Rohats (1207)
- Rohates (1254)

Prvotno ime najverjetnje izvira iz besede rog po Rogaški ali Donački gori, ki ima, če jo gledamo iz juga, obliko roga. Omenjen je tudi v epski pesnitvi Parzival, katere avtor je nemški vitez in pesnik Wolfram von Eschenbach, opisuje pa svoje bivanje v srednjeveškem rogaškem gradu leta 1212.
V letu 1283 je Rogatec prvič omenjen kot trg, v poznejših zapisih pa je poimenovan celo kot appidum stadt - obzidano mesto.

## Statistični pregled
Občina Rogatec je bila ustanovljena ob teritorialnem preoblikovanju komun 3. oktobra 1994. Nastala je iz takratne komune Šmarje pri Jelšah, ki se je preoblikovala v naslednjih pet manjših samostojnih občin: Kozje, Podčetrtek, Rogaška Slatina, Rogatec in Šmarje pri Jelšah. Komuna Šmarje pri Jelšah je pred preoblikovanjem štela 188 naselij in 32.429 prebivalcev in je obsegala 400,1 km2 ozemlja. Od tega je občini Rogatec pripadlo 9 (tj. 5 %) naselij, 3.223 (tj. 10 %) prebivalcev in 39,5 km2 (tj. 10 %) ozemlja. 
V obravnavanem obdobju se je na ozemlju današnje občine Rogatec zgodila ena teritorialna sprememba. Leta 1998 se je del ozemlja naselja Brezovec pri Rogatcu (z 98 prebivalci) iz tega naselja izločil in se priključil naselju Rogatec. Ocenjeno je, da se je zaradi te spremembe administrativno preselilo okoli 30 oseb.

## Kulturnozgodovinske znamenitosti
- Muzej na prostem Rogatec je največji muzej na prostem v Sloveniji. Stalna muzejska zbirka ohranja ljudsko stavbno dediščino subpanonskega tipa in kulturno izročilo ljudi, ki so živeli na območju južno od Donačke gore in Boča v času od 19. do sredine 20. stoletja.
- 700-letno trško jedro Rogatca
- Dvorec Strmol

## Podnebje
Občutijo se izraziti vplivi subpanonske kontinentalne klime z višjimi poletnimi temperaturami in hladnejšimi zimami. Do izraza pride tudi alpski vpliv, zaradi katerega je povečan delež padavin.

## Naravne znamenitosti
- Krajinski park Boč
- Izvir Sotle
- Kamnolom na območju Loga kot etnološko-geološka dediščina

## Šport
- Konjeniški klub Strmol
- KMN Dobovec
- NK Mons Claudius
- Tenis klub Rogatec
- Ženski odbojkaški klub